# あめつちの歌
あめつちの歌（あめつちのうた）とは、誦文あめつちの詞を詠み込んだ和歌のこと。平安時代の歌人源順の作が知られているが、同様の和歌は女流歌人の相模も残している。

## 解説
あめつちの詞とは以下のようなもので、平安時代初期に作られたとされている。
あめ　つち　ほし　そら　やま　かは　みね　たに　くも　きり　むろ　こけ　ひと　いぬ　うへ　すゑ　ゆわ　さる　おふせよ　えのえを　なれゐて
小松英雄はこのあめつちの詞について、本来これは漢字音のアクセント習得のために作られ、用いられたものだとしている。源順はこのあめつちの詞を使って「あめつちのうた四十八首」という和歌48首を詠んでおり、順の私家集『源順集』に収録される。それは内容を春・夏・秋・冬・恋・思の六つに分け各々8首、合わせて48首とし、以下の如く歌の最初と最後の文字にあめつちの詞を詠み込んだものである。
あらさじと　うちかへすらし　をやまだの　なはしろみづに　ぬれてつくるあ
めもはるに　ゆきまもあをく　なりにけり　いまこそのべに　わかなつみてめ
つくばやま　さけるさくらの　にほひをぞ　いりてをらねど　よそながらみつ
ちぐさにも　ほころぶはなの　しげきかな　いづらあをやぎ　ぬひしいとすぢ
この「あめつちのうた四十八首」の詞書によれば、藤原有忠という人物が、あめつちの詞を詠み込んだ和歌48首を順に送ってきたので、これはその返しとして詠んだものであった。有忠の詠んだ48首は最初の文字にだけあめつちの詞を一文字ずつ入れていたというが、順は上で見られるようにあめつちの詞を最初だけでなく、最後の文字にも入れている。なお有忠が詠んだ48首については残っていない。
あめつちの詞を使った同様の和歌は順よりのちの女流歌人、相模も残している。相模の私家集『相模集』には、「ある所に、庚申の夜、天地（あめつち）をかみしもによむとて、よませし、十六（首）」という詞書のある歌を収めるが、実際には春・夏・冬の各々4首、合わせて12首しか無く秋の歌が欠けている。そのうちの春の歌をあげれば以下の通りである。
あさみどり　はるめづらしく　ひとしほに　はなのいろます　くれなゐのあめ
つきもせぬ　ねのびのちよを　きみがため　まづひきつれん　はるのやまみち
ほかよりは　のどけきやどの　にはざくら　かぜのここちも　そらによくらし
そのかたと　ゆくへしらるる　はるならば　せきすゑてまし　かすがののはら
この12首は順の作とは違い、たとえば「あめ」を「あ」と「め」の一字ずつに分け、歌の最初と最後に入れるという形式になっている。しかし詠み込まれているあめつちの詞は、順の作に入れられたものとは異なる。相模の作12首からあめつちの詞を抜き出すと以下のようになる。
あめ　つち　ほし　そら　やま　かは　みね　たに　むろ　こけ　えのえを
「たに」と「むろ」の間にあるはずの「くも」と「きり」の言葉がなく、「こけ」のあとに「えのえを」が続いている。このようになっている理由は不明である。また12首は「あめ」から「そら」までが春、「やま」から「たに」までが夏、「むろ」から「えのえを」までが冬となっているが、欠けている「くも」と「きり」に秋の歌をあてたと想定すると、秋の歌は2首しか詠めないことになり、相模の作例には不明な点が残る。